# Hans Kaufmann (Maler)

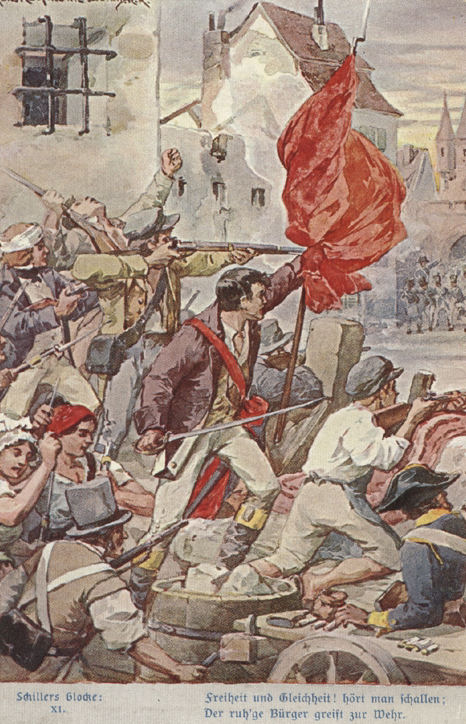
Illustration zu Schillers Lied von der Glocke

Hans Kaufmann (* 21. Dezember 1862 in Hohenschwangau; † 12. August 1949 in Traunstein) war ein deutscher Maler und Illustrator. 

## Leben
Nach dem Besuch der Kunstgewerbeschule in München (1878–1882) studierte Kaufmann Malerei an der Akademie der bildenden Künste. Zu seinen Lehrern gehörten Ferdinand Barth und Wilhelm von Lindenschmit der Jüngere. 1885 heiratete er Marie Mangold, Tochter eines Dekorationsmalers. 
1893/1894 unterrichtete er das Fach Illustration an der Damenakademie des Münchner Künstlerinnenvereins. Er lebte als freischaffender Maler ab 1896 in Ruhpolding und anschließend von 1913 bis zu seinem Tod in Traunstein.
Anlässlich seines 140. Geburtstages fand 2002 eine Ausstellung zu Leben und Werk des Künstlers im Heimathaus Traunstein statt.

## Werk
Kaufmann wirkte vor allem als Illustrator für Bücher und Zeitschriften (u. a. die Fliegenden Blätter), gestaltete Werbeplakate, Kalender und Postkarten (u. a. Serie zu Die Glocke). Er fertigte auch kunstgewerbliche Entwürfe, unter anderem für einen silber-vergoldeten Pokal mit Ansicht von München (1892), der von Max Rottmanner dem Jüngeren ausgeführt und in die Sammlung des Münchner Stadtmuseums aufgenommen wurde. Während Kaufmann in Ruhpolding und Traunstein lebte, malte er zunehmend auch Gemälde (Landschaften und Porträts). Er arbeitete in Öl, Aquarell und zeichnete. Sein Spätwerk thematisiert überwiegend Leben und Geschichte der Stadt Traunstein. Auch Wandmalereien und sakrale Werke (Kreuzweg für erzbischöfliches Studienseminar, Votivbild für Wallfahrtskirche Maria Eck, Kriegsvotivbild der Familie Faig in der Kirche Au bei Berchtesgaden) gehören zu seinem Gesamtwerk. Kaufmanns Stil kann der impressionistischen Richtung der Münchner Schule zugeordnet werden, zeigt aber auch Einflüsse der Chiemseemaler. Ein Großteil seiner Werke befindet sich in Privatbesitz. Das Heimathaus Traunstein hält zwei Versionen seines Gemäldes Der Georgiritt in Traunstein (1941) und neun Kopien von salinen-geschichtlichen Bildern.